# Ігнатьєв Михайло Борисович
Михайло Ігнатьєв  (рос. Михаил Борисович Игнатьев, 7 травня 1985) — російський велогонщик, олімпійський чемпіон.

## Виступи на Олімпіадах
| Олімпіада  | Дисципліна   | Місце |
| ---------- | ------------ | ----- |
| Афіни 2004 | Очкова гонка | 1     |
| Пекін 2008 | Очкова гонка | 17    |
| Пекін 2008 | Медісон      | 3     |